# یلان اوکو
یلان اوکو (انگلیسی: Yllan Okou؛ زادهٔ تاریخ ورودی نامعتبر است) بازیکن فوتبال است.